# Myiagra atra
Myiagra atra là một loài chim trong họ Monarchidae.